# WrestleMania I
WrestleMania I (annoncé comme WrestleMania) est le premier événement annuel diffusé en paiement à la séance, produit par la World Wrestling Federation. Il s'est déroulé le 31 mars 1985, au Madison Square Garden de New York. 19 121 fans ont assisté au show, et plus d'un million de téléspectateurs l'a regardé à travers le monde via leurs téléviseurs. Le show vit le début de la Rock 'n' Wrestling Era, une période de l'histoire de la WWF qui va jusqu'au début des années 1990 rassemblant le catch et la musique.
La carte comptait neuf combats de catch. Le Match Vedette voit Hulk Hogan et Mr. T affronter Roddy Piper et Paul Orndorff. Hogan et Mr. T ont gagné le match après une interférence du Cowboy Bob Orton. Durant le show, Wendi Richter (accompagnée par Cyndi Lauper) a battu Leilani Kai pour gagner le WWF Women's Championship, tandis que Nikolai Volkoff et l'Iron Sheik ont battu les U.S. Express (Mike Rotundo et Barry Windham) pour le WWF Tag Team Championship.

## Arrière-plan et production

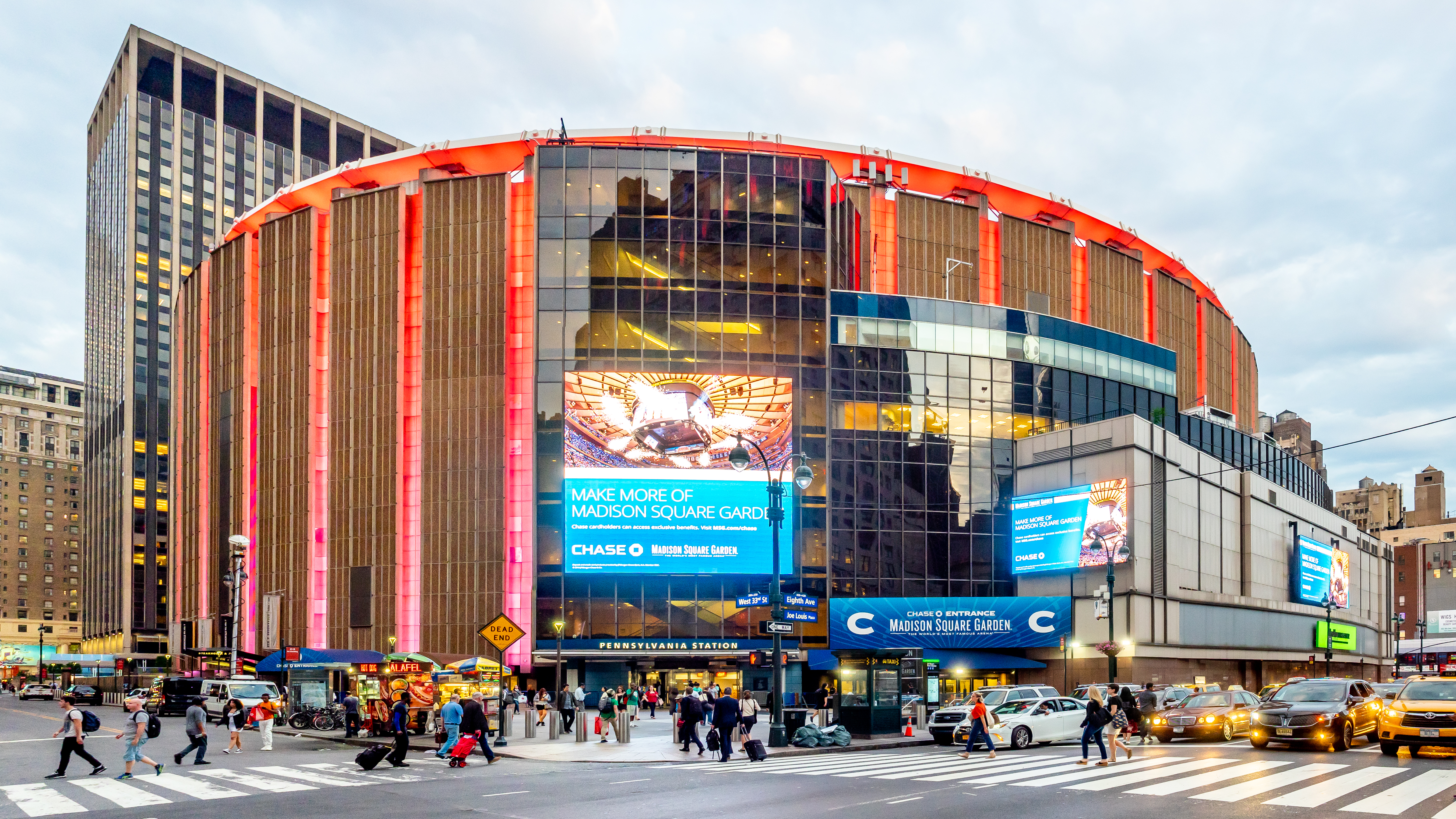
Madison Square Garden, Midtown Manhattan, NYC.

Durant les années 1980, la compétition principale de la World Wrestling Federation (WWF) de Vince McMahon venait de Jim Crokett's Promotion. McMahon contra le fructueux évènement PPV de Jim Crockett, Starrcade, lancé en 1983, en créant WrestleMania.
Pour le premier WrestleMania, Vince McMahon commença une promotion avec MTV. En addition, des célébrités, comme Mohamed Ali, Liberace ou encore Cyndi Lauper, étaient présents pendant le show. La WWF avait produit deux spectacles spéciaux sur MTV. Le premier fut The Brawl to End It All, prenant place le 23 juillet 1984, avec un match diffusé en direct sur MTV : Wendi Richter battant The Fabulous Moolah pour gagner le WWF Women's Championship avec Cyndi Lauper à ses côtés. A The War to Settle the Score, qui prit place le 18 février 1985, Leilani Kai, accompagnée par Moolah, défit Richter, encore accompagnée par Lauper, pour gagner le WWF Women's Championship.
Deux autres championnat ont été aussi défendus à WrestleMania, le WWF Intercontinental Championship et le WWF Tag Team Championship. Avant le show, Greg Valentine a eu une rivalité avec Tito Santana pour la ceinture. Valentine a battu Santana le 24 septembre 1984 pour le titre. Mike Rotunda et Barry Windham ont gagné le WWF Tag Team Championship trois mois avant WrestleMania face à l'équipe formée d'Adrian Adonis et de Dick Murdoch.
Dans les mois précédents le premier WrestleMania, Roddy Piper commença un talk-show s'intitulant "Piper's Pit". Dans un épisode du show, il frappa Jimmy Snuka avec une noix de coco, menant à une rivalité entre les deux. Piper engagea Cowboy Bob Orton comme son garde du corps. Dans un autre épisode du Piper's Pit, Piper critiqua la Rock 'n' Wrestling Connection, menant à une confrontation avec Hulk Hogan. En février 1985, les deux hommes se sont affrontés à The War to Settle the Score, où Hogan gagna par disqualification après une interférence de Paul Orndorff et Mr. T. Leur rivalité aboutissant à WrestleMania.
Faisant partie de la promotion pour le show, Hogan apparut à Hot Properties quatre jours avant WrestleMania, où il exécuta un front chinlock à Richard Belzer. Celui-ci tomba au sol et commença à saigner abondamment. Cette blessure lui valut huit agrafes. Belzer poursuivit Hogan en justice, ce dernier étant condamné à une amende de cinq millions de dollars. Ils réglèrent l'affaire à l'amiable. Le soir avant WrestleMania, Hogan et Mr. T furent les invités spéciaux d'un épisode de Saturday Night Live pour aider à promouvoir le show.

## Show

### Matchs Préliminaires
Le premier match opposa Tito Santana à l'Executioner. Santana gagna le match après avoir exécuté un figure four leglock sur The Executioner. Après le match, King Kong Bundy, accompagné par Jimmy Hart et Special Delivery Jones (Conrad Efraim), firent leurs entrées sur le ring. Après avoir écrasé son adversaire contre le poteau de coin et en s'écrasant sur son estomac, Bundy battit Jones en un temps record. Le temps officiel du match est de neuf secondes, bien qu'il ait actuellement duré au moins 24 secondes.
Le prochain fut entre Ricky Steamboat et Matt Borne. Steamboat prit l'avantage en début de combat, lorsque Borne écrasa Steamboat sur le tapis du ring en utilisant une belly-to-belly suplex. Après avoir exécuté un flying crossbody, Steamboat fit le tombé sur Borne pour la victoire. Après la fin du match, David Sammartino, accompagné par son père Bruno Sammartino, et Brutus Beefcake, accompagné par Johnny Valiant, firent leurs entrés sur le ring. L'action favorise les participants, et chacun leur tour ils prennent l'avantage. Après que Beefcake lança David Sammartino en dehors du ring, Valiant le récupéra et l'écrasa sur le sol en ciment. Il poussa Sammartino sur le ring avant d'être attaqué par Bruno. Quelque peu après, les quatre hommes commencèrent à se battre sur le ring terminant le combat par un match nul,.
| Rolle:                       | Nom:                       |
| ---------------------------- | -------------------------- |
| Commentateurs                | Gorilla Monsoon            |
| Commentateurs                | Jesse "The Body" Ventura   |
| Interviewers                 | "Mean" Gene Okerlund       |
| Interviewers                 | Lord Alfred Hayes          |
| Annonceurs du ring           | Howard Finkel              |
| Annonceurs du ring           | Billy Martin (Main Event)  |
| Arbitres                     | Jack Lutz                  |
| Arbitres                     | Dick Kroll                 |
| Arbitres                     | Joey Marella               |
| Arbitres                     | Pat Patterson              |
| Responsable du temps spécial | Liberace (Main Event)      |
| Arbitre spécial              | Mohamed Ali (Main Event)   |
| Invités spéciaux             | The Rockettes (Main Event) |

La première défense de titre de WrestleMania premier du nom, opposa le challenger Junkyard Dog au champion en titre Greg Valentine, accompagné par son manager Jimmy Hart. Junkyard Dog débuta le match en position offensive, performant des coups de tête et de poing. Plus tard dans le match, Hart monta sur le bord du ring, Valentine frappa accidentellement sur Hart. Plus tard, Valentine exécuta le tombé sur Junkyard Dog avec les pieds sur les cordes, ce qui est une manœuvre illégale. Résultat, Tito Santana courut jusqu'au ring et expliqua la situation à l'arbitre, qui fit redémarrer le match pour une victoire du Junkyard Dog par décompte à l'extérieur. Valentine conserva sa ceinture, car les titres ne changent pas de mains lors d'une victoire par décompte à l'extérieur.
Le match qui suivit fut pour le WWF Tag Team Championship. Nikolai Volkoff et l'Iron Sheik, accompagnés par Freddie Blassie, affrontèrent les champions en titre, The U.S. Express (Mike Rotundo et Barry Windham), qui sont accompagnés par Lou Albano. L'U.S. Express a dominé une grande partie du match jusqu'à ce que Volkoff et le Sheik passent à l'offensive sur Rotundo. Celui-ci fit le tag à Windham, qui exécuta un bulldog sur le Sheik. Après s'être dégagé de peu d'un tombé, le Sheik frappa la tête de Windham avec la canne de Blassie lorsque l'arbitre eut le dos tourné. Après que Volkoff effectua le tombé, Volkoff et le Sheik furent les nouveaux WWF Tag Team Champions.

### Évènements principaux
Le prochain match de la carte fut un Body Slam Challenge à 15 000 dollars entre André the Giant et Big John Studd, qui était accompagné par Bobby Heenan. La stipulation du match était que si André le géant réussissait à porter un body slam sur Studd, il gagnait 15 000 dollars, et s'il échouait, il serait forcé de prendre sa retraite. Après avoir entamé le match sur la défensive, il contra avec des chops et des coups de tête. Après avoir affaibli ses genoux avec des coups de pied, André fut capable de porter Studd sur ses épaules et fut capable de porter un body slam pour gagner le match et la prime. André jeta quelques billets dans le public.
Après que les deux hommes eurent quitté le ring, vint l'heure du match pour le WWF Women's Championship entre Wendi Richter, managé par Cyndi Lauper, et Leilani Kai, mangé par l'ancienne championne The Fabulous Moolah. Rapidement après que le match eut commencé, Moolah attrapa Richter et l’entraîna à l'extérieur du ring sur le sol, mais Lauper la sauva d'une attaque. Kai exécuta ensuite un flying crossbody de la troisième corde, mais Richter utilisa l’élan de Kai pour la rouler en position de tombé. Avec ce tombé, Richter devint WWF Women's Champion.
Le prochain et dernier match opposa Hulk Hogan, le WWF Champion et Mr. T — accompagnés par Jimmy Snuka — à Roddy Piper et Mister Wonderful Paul Orndorff, accompagnés par Cowboy Bob Orton. Mohamed Ali fut l'arbitre spécial du match. D'abord, Piper, Orndorff, et Orton firent leurs entrées sur le ring, suivis par les favoris de la foule, Hogan, Mr. T et Snuka. Le match commença entre Mr. T et Piper. Vers le milieu du match, les quatre hommes se mirent à battre dans le ring, et Mohammed Ali frappa Piper dans la tempe pour restaurer l'ordre. Après que l'ordre du match fut restauré, Orndorff et Piper prirent l'avantage offensif. Orndorff coinça Hogan dans une full nelson, Orton monta sur la troisième corde pour essayer de le mettre KO. Mais par mégarde, Orton frappa Orndorff, et Hogan fit le tombé pour gagner le match. Frustré, Piper mit KO l'autre officiel, Pat Patterson, et repartit au vestiaire,.

## Conséquences
Approximativement trois mois après WrestleMania, Nikolai Volkoff et l'Iron Sheik perdirent le WWF Tag Team Championship contre l'U.S. Express. Ils retinrent le titre jusqu'en août, jusqu'à ce que Brutus Beefcake et Greg Valentine, plus tard connus comme la Dream Team, devinrent les nouveaux champions. Plus tard, le duo entra en rivalité avec les British Bulldogs. Valentine, de son côté, perdit l'Intercontinental Championship contre Tito Santana après WrestleMania. Santana gagna le titre dans un match en cage le 6 juillet 1985—un an après le début de leur rivalité.
Après qu'André est battu Big John Studd lors du show, celui-ci forma une équipe avec King Kong Bundy, et le duo affronta André et Hulk Hogan à bon nombre d’occasions. Plus tard, l'équipe de Studd et Bundy combattirent dans des matches à Handicap — un match à deux contre un — contre André, ce qui réveilla la rivalité entre André et Studd.
À la fin de l'année 1985, Wendi Richter fut battue par The Fabulous Moolah, perdant ainsi le WWF Women's Championship. Moolah, qui catchait avec un masque et était connue comme The Spider Lady, gagna le titre en convainquant un officiel de tourner le match en sa faveur. Richter quitta la WWF peu de temps avant, et Moolah garda le titre approximativement deux ans.
Après WrestleMania, Roddy Piper commença à entrainer Bob Orton à boxer. Hulk Hogan accepta un challenge dans le dos de Mr. T pour affronter Orton dans un match dans l'édition du 15 février 1986 de Saturday Night's Main Event. Après que Mr. T eut gagné le match, Orton et Piper l'attaquèrent, menant à un match de boxe à WrestleMania 2 entre Piper et Mr. T match qui vit Piper disqualifié au troisième round.

## Production
Le nombre de spectateurs lors du show, qui prit place au Madison Square Garden à New York, fut de 19 121 personnes,. En addition, le show fut suivi par plus d'un million de fans via un système de vidéosurveillance, faisant de ce show, le show le plus regardé sur le CCTV aux États-Unis.
Gene Okerlund chanta The Star-Spangled Banner, et Gorilla Monsoon et Jesse The Body Ventura l'annoncèrent. Okerlund fit aussi des interviews dans les vestiaires, et Lord Alfred Hayes fit des interviews près de l'entrée. Howard Finkel était l'annonceur du ring,.

## Résultats
| #                                                            | Résultats | Stipulations                                                                | Commentaires | Durée |
| ------------------------------------------------------------ | --- | --------------------------------------------------------------------------- | --- | ----- |
| 1                                                            | Tito Santana bat The Executioner | Match simple                                                                | - Santana a fait abandonner The Executioner avec le figure-four leglock | 05:14 |
| 2                                                            | King Kong Bundy (avec Jimmy Hart) bat Special Delivery Jones                                                                                   | Match simple                                                                | - Bundy a effectué le tombé sur Jones après un avalanche et un big splash - La WWF annonçait que la durée du match était de 9 secondes, il en dura en fait près de 25. | 00:50 |
| 3                                                            | Ricky Steamboat bat Matt Borne | Match simple                                                                | - Steamboat a effectué le tombé sur Borne après un flying crossbody | 14:35 |
| 4                                                            | David Sammartino (avec Bruno Sammartino) a combattu Brutus Beefcake (avec Johnny Valiant) pour une double-disqualification.                    | Match simple                                                                | - Sammartino et Beefcake ont lutté pour une double disqualification quand Johnny Valiant attaquait David Sammartino en dehors du ring, amenant Bruno Sammarino à répondre, et finir par avoir les quatre hommes à se battre sur le ring. | 02:43 |
| 5                                                            | The Junkyard Dog bat Greg Valentine (c) (avec Jimmy Hart) par décompte à l'extérieur.                                                          | Match simple pour le WWF Intercontinental Championship                      | - Valentine à l'origine battait JYD avec un roll-up alors qu'il s'aidait des cordes. Mécontent de ce résultat, Tito Santana venait sur le ring et annonça la chose à l'arbitre , causant ainsi la reprise du match. Valentine quittait le match, donnant à JYD la victoire par décompte à l'extérieur mais maintenant le titre intercontinental sur les hanches de Valentine. | 02:19 |
| 6                                                            | Nikolai Volkoff et The Iron Sheik (avec Classy Freddie Blassie) battent The U.S. Express (c) (Mike Rotundo et Barry Windham) (avec Lou Albano) | Match par équipe pour le WWF Tag Team Championship                          | - Volkoff a effectué le tombé sur Windham après que Sheik frappait Windham avec la canne de Blassie | 12:53 |
| 7                                                            | André the Giant bat Big John Studd (avec Bobby Heenan)                                                                                         | 15 000$ Body Slam match                                                     | - André the Giant a porté un body slam sur Big John Studd pour remporter le match. Après le match, André jeta la monnaie à la foule au malheur d'Heenan. - La stipulation de ce match ordonnait à André de réussir à porter un slam sur Studd, sans quoi il devait prendre sa retraite des rings.                                                                             | 06:49 |
| 8                                                            | Wendi Richter (avec Cyndi Lauper) bat Leilani Kai (c) (avec The Fabulous Moolah)                                                               | Match simple pour le WWF Women's Championship                               | - Richter a battu Kai après avoir renversé le flying bodypress de Kai en tombé. | 16:50 |
| 9                                                            | Hulk Hogan et Mr. T (avec Jimmy Snuka) battent Roddy Piper et Mister Wonderful Paul Orndorff (avec Cowboy Bob Orton)                           | Match par équipe avec Mohamed Ali et Pat Patterson comme arbitres spéciaux. | - Hogan a effectué le tombé sur Orndorff après qu'Orton le frappait accidentellement. - Après le combat, Roddy Piper a collé une droite à l'arbitre Pat Patterson. - Ce fut le seul match par équipe à servir de Tête d'affiche d'un WrestleMania. - Ce fut le seul WrestleMania où le WWE Championship ne fut pas en jeu.                                                    | 05:00 |
| (c) - désigne le champion défendant son titre dans le match. | |                                                                             | |       |